# Furkan Aydın
Furkan Aydın (Sakarya, 22 februari 1991) is een Turks voetballer die speelt als spits. Voordat hij onder contract kwam bij Bozüyükspor speelde hij achtereenvolgens bij Sakaryaspor, Fenerbahçe SK en Çankırı Belediyespor.